# العلاقات السودانية الإيرانية
العلاقات السودانية الإيرانية هي العلاقات الثنائية التي تجمع بين السودان وإيران.

## مقارنة بين البلدين
هذه مقارنة عامة ومرجعية للدولتين:
| وجه المقارنة                                              | السودان                     | إيران                    |
| --------------------------------------------------------- | --------------------------- | ------------------------ |
| المساحة (كم2)                                             | 1.89 مليون                  | 1.65 مليون               |
| عدد السكان (نسمة)                                         | 40.53 مليون                 | 79.97 مليون              |
| الكثافة السكانية (ن./كم²)                                 | 21.44                       | 48.47                    |
| العاصمة                                                   | الخرطوم                     | طهران                    |
| اللغة الرسمية                                             | اللغة العربية، لغة إنجليزية | لغة فارسية               |
| العملة                                                    | جنيه سوداني                 | ريال إيراني              |
| الناتج المحلي الإجمالي (بليون دولار)                      | 117.49 مليار                | 439.51 مليار             |
| الناتج المحلي الإجمالي (تعادل القوة الشرائية) بليون دولار | 176.55 مليار                | 1.36 تريليون             |
| الناتج المحلي الإجمالي الاسمي للفرد دولار أمريكي          | 2.41 ألف                    |                          |
| الناتج المحلي الإجمالي للفرد دولار أمريكي                 | 4.07 ألف                    |                          |
| مؤشر التنمية البشرية                                      | 0.479                       | 0.766                    |
| رمز المكالمات الدولي                                      | +249                        | +98                      |
| رمز الإنترنت                                              | سودان                       | .ir،                     |
| المنطقة الزمنية                                           | ت ع م+03:00، ت ع م+02:00    | ت ع م+03:30، توقيت إيران |

## مدن متوأمة
في ما يلي قائمة باتفاقيات التوأمة بين مدن سودانية وإيرانية:
- ترتبط الخرطوم مع طهران باتفاقية توأمة منذ 1993.

## منظمات دولية مشتركة
يشترك البلدان في عضوية مجموعة من المنظمات الدولية، منها:
| علم المنظمة | اسم المنظمة                        | تاريخ انضمام السودان | تاريخ انضمام إيران |
| ----------- | ---------------------------------- | -------------------- | ------------------ |
|             | منظمة التعاون الإسلامي             | ?                    | ?                  |
|             | الاتحاد البريدي العالمي            | ?                    | ?                  |
|             | يونسكو                             | 26 نوفمبر 1956       | 6 سبتمبر 1948      |
|             | البنك الدولي للإنشاء والتعمير      | 5 سبتمبر 1957        | 29 ديسمبر 1945     |
|             | وكالة ضمان الاستثمار متعدد الأطراف | 7 نوفمبر 1991        | 15 ديسمبر 2003     |
|             | منظمة الشرطة الجنائية الدولية      | ?                    | ?                  |
|             | مؤسسة التمويل الدولية              | 21 أكتوبر 1960       | 28 ديسمبر 1956     |
|             | الأمم المتحدة                      | 12 نوفمبر 1956       | 24 أكتوبر 1945     |
|             | مؤسسة التنمية الدولية              | 24 سبتمبر 1960       | 10 أكتوبر 1960     |
|             | الفريق المعني برصد الأرض           | ?                    | ?                  |
|             | منظمة حظر الأسلحة الكيميائية       | ?                    | ?                  |

## وصلات خارجية
- موقع وزارة الخارجية السودانية
- موقع وزارة الخارجية الإيرانية